# Idioma mindiri
Mindiri es una lengua austronesia hablado por unas 80 personas en una aldea en la costa de Rai, Provincia de Madang, Papua Nueva Guinea.